# 苍叶守宫木
苍叶守宫木（学名：Sauropus garrettii），为大戟科守宫木属下的一个植物种。